# Europawahl in Frankreich 1994
- Linke (PCF): 7
- Sozialisten (PS): 15
- Radikale Allianz (MRG): 13
- Liberaldemokraten (UDF): 1
- Europäische Volkspartei (UDF): 13
- Sammlungsbewegung d.Europäischen Demokraten  (RPR): 14
- Europa d.Nationen (MPF): 13
- fraktionslos (FN): 11

Die Europawahl in Frankreich 1994 fand am 12. Juni 1994 im Rahmen der EU-weiten Europawahl 1994 statt. In Frankreich wurden 87 der 567 Sitze im Parlament vergeben, sechs mehr als 1989.

## Ergebnis
Die Wahlbeteiligung in Frankreich lag bei 52,8 %.
| Liste Partei(en) | Spitzenkandidat         | Stimmen    | Anteil  | Sitze | ±   | Fraktion |
| --- | ----------------------- | ---------- | ------- | ----- | --- | --- |
| L'Union UDF-RPR Union pour la démocratie française, Rassemblement pour la République                                                                                                 | Dominique Baudis        | 4.985.574  | 25,58 % | 28    | −5  | Sammlungsbewegung der Europäischen Demokraten (14), Europäische Volkspartei (13), Liberale und Demokraten (1) |
| L'Europe solidaire Parti socialiste | Michel Rocard           | 2.824.173  | 14,49 % | 15    | −7  | Sozialisten                                                                                                   |
| Majorité pour l'Autre Europe Unabhängige der UDF, später Mouvement pour la France | Philippe de Villiers    | 2.404.105  | 12,34 % | 13    | +13 | Europa der Nationen                                                                                           |
| Énergie Radicale Mouvement des Radicaux de Gauche | Bernard Tapie           | 2.344.457  | 12,03 % | 13    | +13 | Radikale Europäische Allianz                                                                                  |
| Contre l'Europe de Maastricht, Allez la France! Front National | Jean-Marie Le Pen       | 2.050.086  | 10,52 % | 11    | +1  | fraktionslos                                                                                                  |
| Liste présentée par le PCF Parti communiste français | Francis Wurtz           | 1.342.222  | 6,89 %  | 7     | ±0  | Vereinte Europäische Linke                                                                                    |
| Chasse - Pêche - Nature - Tradition Chasse, pêche, nature et traditions | André Goustat           | 771.061    | 3,96 %  | –     | –   | – |
| Union des écologistes pour l'Europe Les Verts, L'Écologie Autrement | Marie Anne Isler-Béguin | 574.806    | 2,95 %  | –     | −9  | – |
| L'Autre Politique Mouvement des citoyens, diverse Linke | Jean-Pierre Chevènement | 494.986    | 2,54 %  | –     | –   | – |
| Lutte ouvrière | Arlette Laguiller       | 442.723    | 2,27 %  | –     | –   | – |
| Génération Écologie pour l'Europe Génération Écologie | Brice Lalonde           | 392.291    | 2,01 %  | –     | –   | – |
| L’Europe commence à Sarajevo (diverse Linke) | Léon Schwartzenberg     | 305.633    | 1,57 %  | –     | –   | – |
| L'emploi d'abord! (diverse Rechte) | Gérard Touati           | 125.340    | 0,64 %  | –     | –   | – |
| Parti de la Loi Naturelle Naturgesetzpartei | Benoît Frappé           | 103.261    | 0,53 %  | –     | –   | – |
| Pour l'Europe des travailleurs et de la démocratie Parti des Travailleurs | Daniel Gluckstein       | 84.513     | 0,43 %  | –     | –   | – |
| Liste régionaliste et fédéraliste - Régions et peuples solidaires (Diverse Regionalparteien)                                                                                         | Max Simeoni             | 76.436     | 0,39 %  | –     | –   | – |
| Démocrates pour les États-Unis d'Europe (europäische Föderalisten) | Armand Touati           | 71.814     | 0,37 %  | –     | –   | – |
| Politique de vie pour l'Europe Politique de vie | Christian Cotten        | 56.658     | 0,29 %  | –     | –   | – |
| Rassemblement de l'outre-mer et des minorités Parti progressiste démocratique guadeloupéen, Parti progressiste martiniquais, Parti communiste réunionnais, Parti socialiste guyanais | Ernest Moutoussamy      | 37.041     | 0,19 %  | –     | –   | – |
| L'Europe pour tous (diverse Rechte) | Jean Aillaud            | 290        | 0,00 %  | –     | –   | – |
| Summe | Summe                   | 19.487.470 |         | 87    | +6  | |